# Saint-Jean-du-Thenney
Saint-Jean-du-Thenney är en kommun i departementet Eure i regionen Normandie i norra Frankrike. Kommunen ligger i kantonen Broglie som tillhör arrondissementet Bernay. År 2022 hade Saint-Jean-du-Thenney 214 invånare.

## Befolkningsutveckling
Antalet invånare i kommunen Saint-Jean-du-Thenney
Referens:INSEE